# Sussaba aciculata
Sussaba aciculata là một loài tò vò trong họ Ichneumonidae.